# Hlohovec (okres Břeclav)
Hlohovec (v místním nářečí Lohovec, německy Bischofswarth) je obec v okrese Břeclav v Jihomoravském kraji, v oblasti Valticka. Nachází se mezi Valticemi a Lednicí, v prostoru Lednicko-valtického areálu. Žije zde přibližně 1 300 obyvatel.
V katastru obce se nachází i část soustavy lednických rybníků, konkrétně rybníků Nesyt, Hlohoveckého a Prostředního, která je národní přírodní rezervací. Jihovýchodní část katastru obce zasahuje do umělého lesního komplexu Boří les. Jedná se o vinařskou obec v Mikulovské vinařské podoblasti (viniční tratě Šulaperk, Děliče, Stará hora).

## Historie
První písemná zmínka o obci sice pochází až z roku 1570, ale vesnice vznikla již v 13. století, kdy ji založilo pasovské biskupství jako svou kolonizační ves. Odtud také pochází její německé jméno – Bischofswarth, což česky znamená Biskupská stráž. Hlohovec totiž až do roku 1920 ležel na hranici Dolních Rakous s Moravou. V bouřlivém 15. století vesnice během válek zanikla.
K jejímu znovuoživení došlo v roce 1570, kdy se zde usadili chorvatští kolonisté. Lichtenštejnové, k jejichž valtickému panství Hlohovec až do roku 1848 náležel, jim za to na pět let odpustili desátky a robotu. V roce 1812 byla v obci zřízena škola a v letech 1832–1835 zde byl postaven kostel. Od roku 1850 spadala vesnice pod Valtice a Poysdorf, v letech 1855–1868 pak přináležela k Valticím a v období 1868–1920 pod Valtice a Mistelbach.

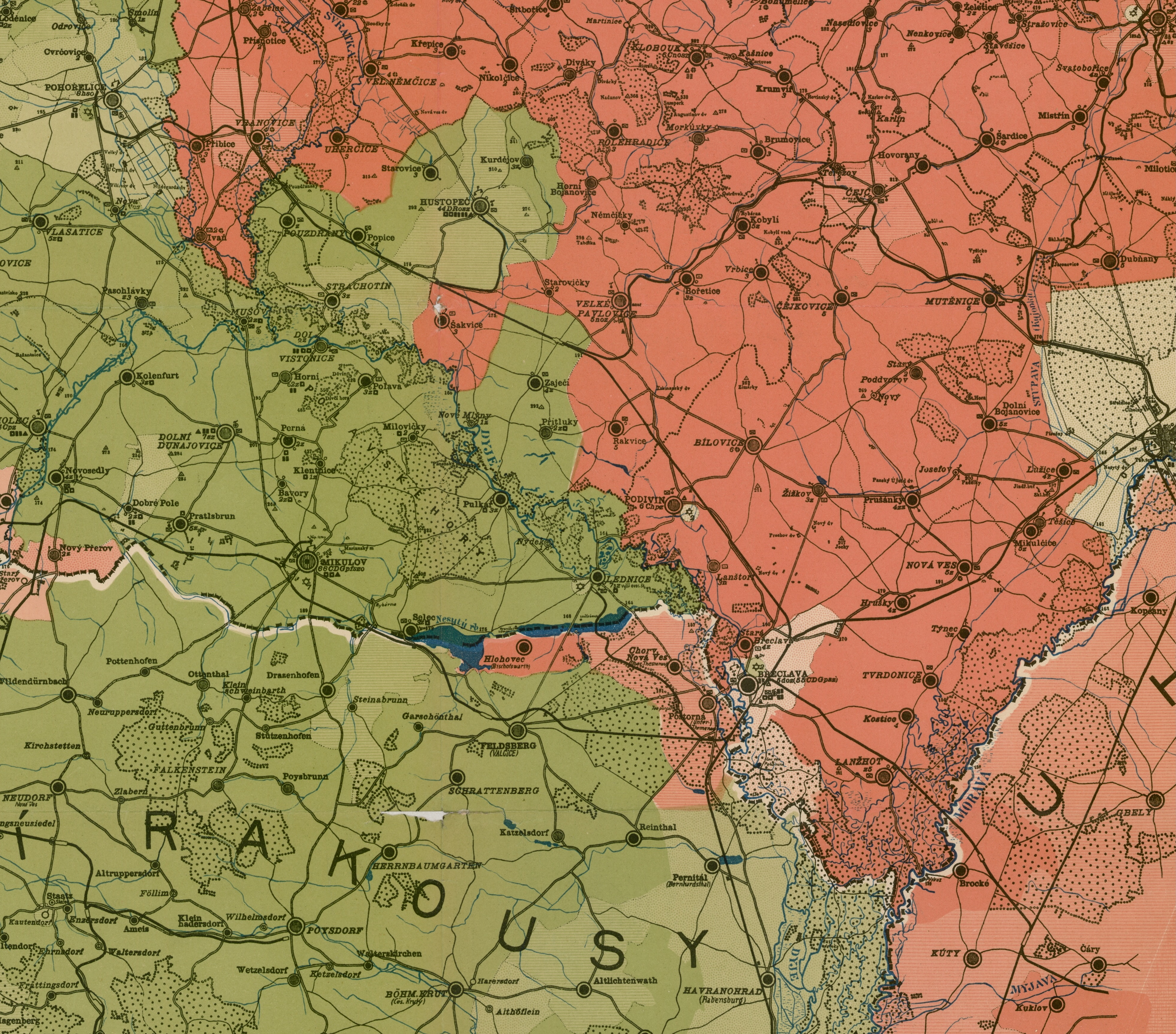
Hlohovec na jazykové mapě z roku 1906 jako česky mluvící (červená barva) exkláva na území Dolních Rakous, ke kterým až do roku 1920 náležel.

Po vzniku Československé republiky byl Hlohovec v roce 1920 začleněn do soudního okresu Břeclav. Po okleštění Československa v říjnu roku 1938 byla obec, tvořící jazykový ostrůvek slovanského osídlení mezi převážně německým okolím, součástí odstoupených Sudet a připadla do správy mikulovského zemského okresu (Landkreis Nikolsburg). Po osvobození Československa v roce 1945 nedošlo v Hlohovci k odsunu Němců, protože naprostá většina zdejších obyvatel se i za okupace hlásila k české národnosti. Protože původní chorvatští obyvatelé přebírali již od 19. století slovácké zvyky a řeč, a byli tak již prakticky asimilováni, nedošlo ani k jejich rozsídlení do vnitrozemí (jako se stalo na Novosedelsku).
Dne 9. ledna 2003 byly obci Hlohovec Poslaneckou sněmovnou uděleny znak a prapor.

## Zajímavost
V obci jsou dodnes živé národopisné tradice. Dvakrát ročně se tu pořádají tradiční slovácké krojované hody konané ve svátek bývalého i současného patrona zdejšího kostela. První, takzvané májové hodky, se konají první sobotu po svátku sv. Jana Nepomuckého (16. května) a tradiční hody vždy v srpnu v neděli a pondělí po svátku sv. Bartoloměje (24. srpna). Tradiční bývá také Krojový ples (leden – únor). O Velikonocích se zde koná přehlídka vín, při níž zní cimbálová muzika. V roce 2007 byla založena nová tradice pořádání Vinobraní (září – říjen) a koncem roku na svátek sv. Jana Evangelisty se v místním kulturním domě pořádá Svěcení mladého vína. Zajímavý bývá i každoroční výlov Hlohoveckého rybníka, obvykle počátkem listopadu.

## Samospráva
Starostové po roce 1990:
- 1990–1994 Josef Vlašic
- 1994–2006 RNDr. Marie Michalicová (KDU-ČSL)
- 2006–2010 Jana Vlková (ODS)
- 2010–2018 RNDr. Marie Michalicová (KDU-ČSL)
- 2018 – Ing. Jaroslav Hajda (ODS)

## Pamětihodnosti
- klasicistní kostel sv. Bartoloměje byl postaven v letech 1832–1835 a původně zasvěcen sv. Janu Nepomuckému. Po rozšíření v letech 1908–1909 byl změněn i jeho patron, jímž se stal sv. Bartoloměj.
- Hraniční zámek, nazývaný zde Hraniční zámeček, postavený v letech 1826–1827 podle návrhu Josefa Kornhäusela zednickým mistrem Josefem Popellackem je zřejmě nejpozoruhodnější stavbou v okolí. Katastrální hranice půlí budovu na jižní část patřící ke Hlohovci a severní část patřící k Lednici, resp. podle dřívější zemské hranice na část patřící původně Dolním Rakousům a část patřící Moravě. Zámek stojí na pilotech a roštech na břehu Hlohoveckého rybníka a je vybudován v klasicistním stylu.

Památkově chráněné jsou i
- Boží muka u silnice do Valtic
- Socha sv. Floriána na návsi

## Galerie

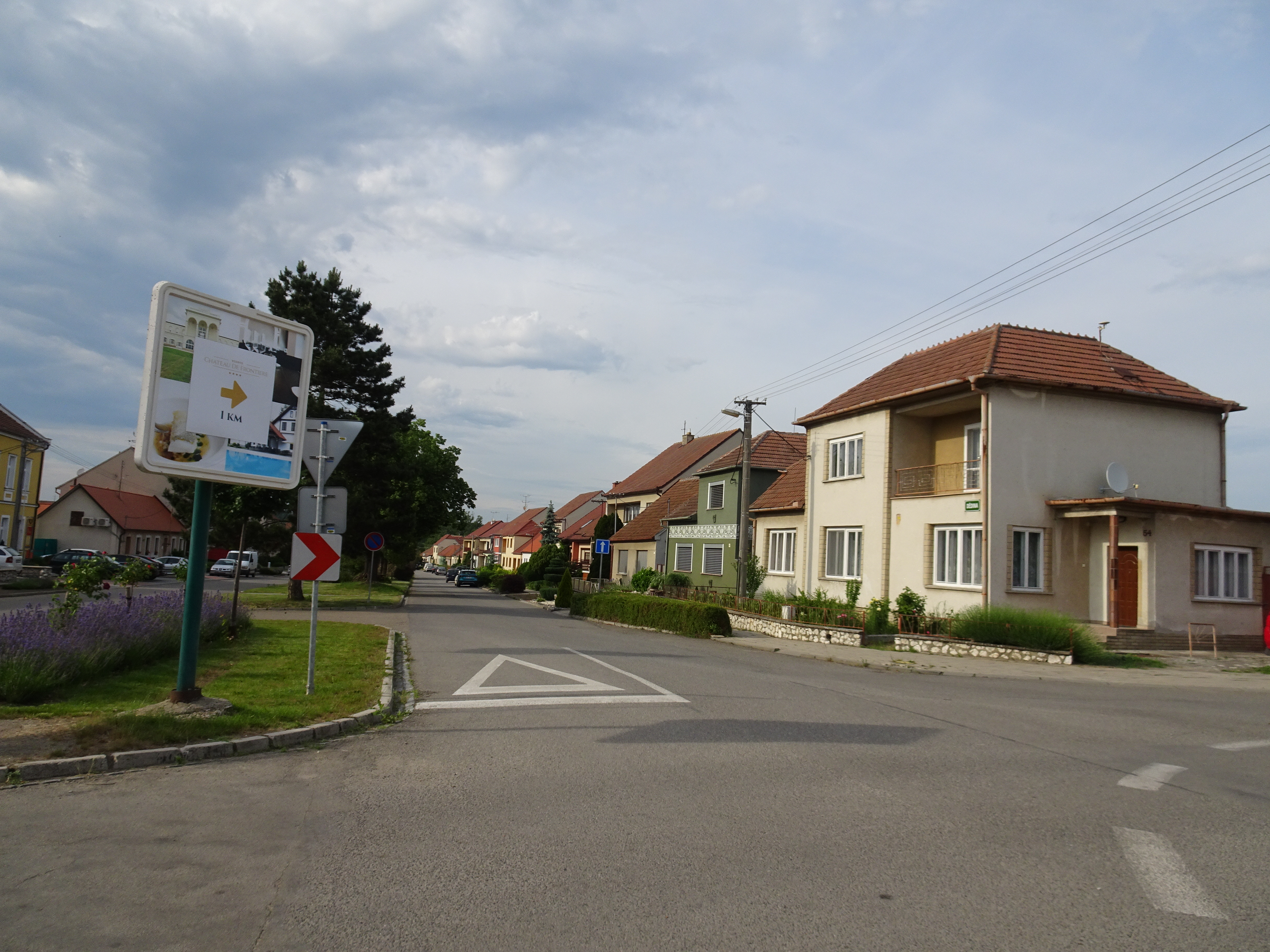
Náves
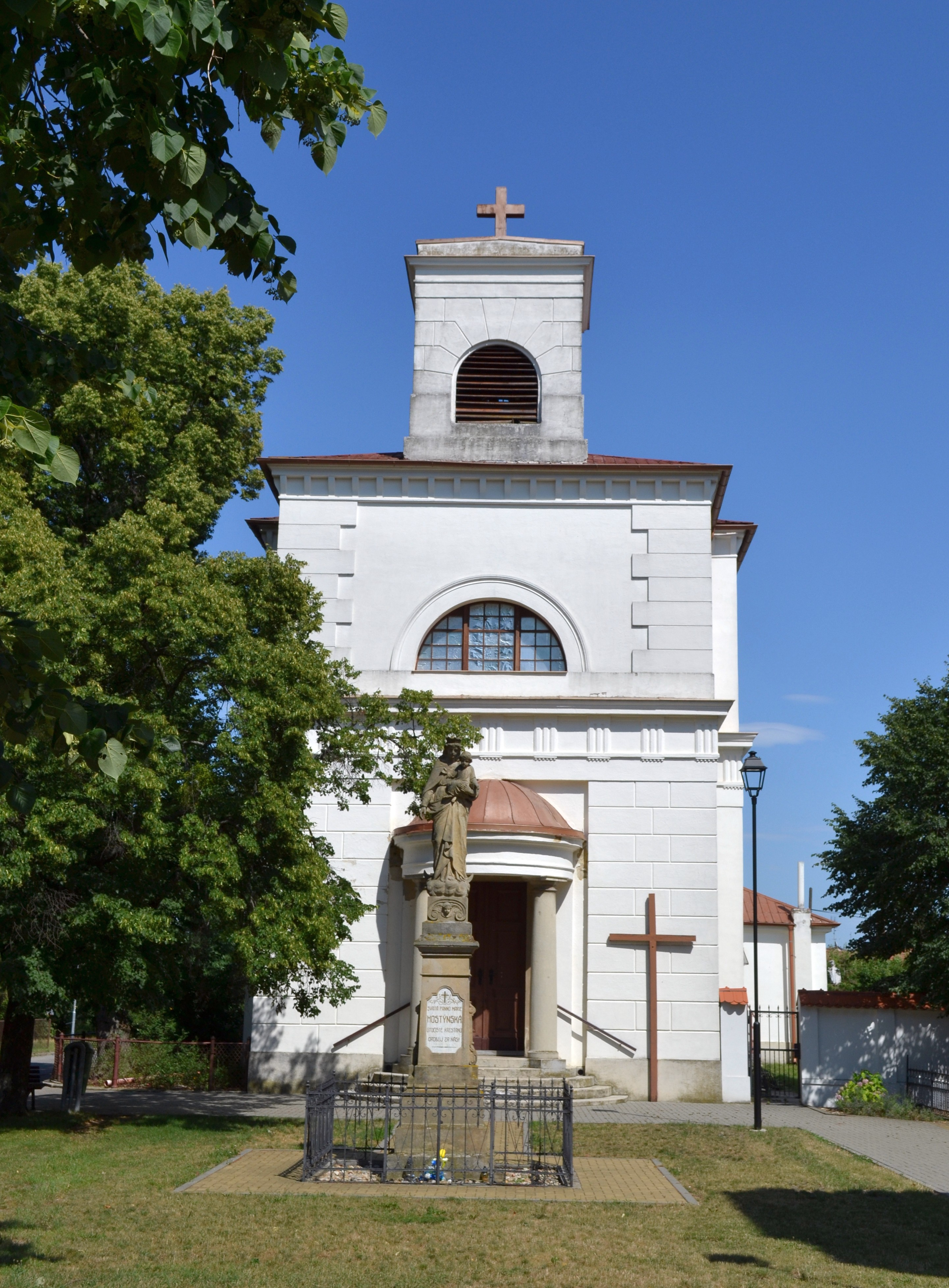
Kostel sv. Bartoloměje
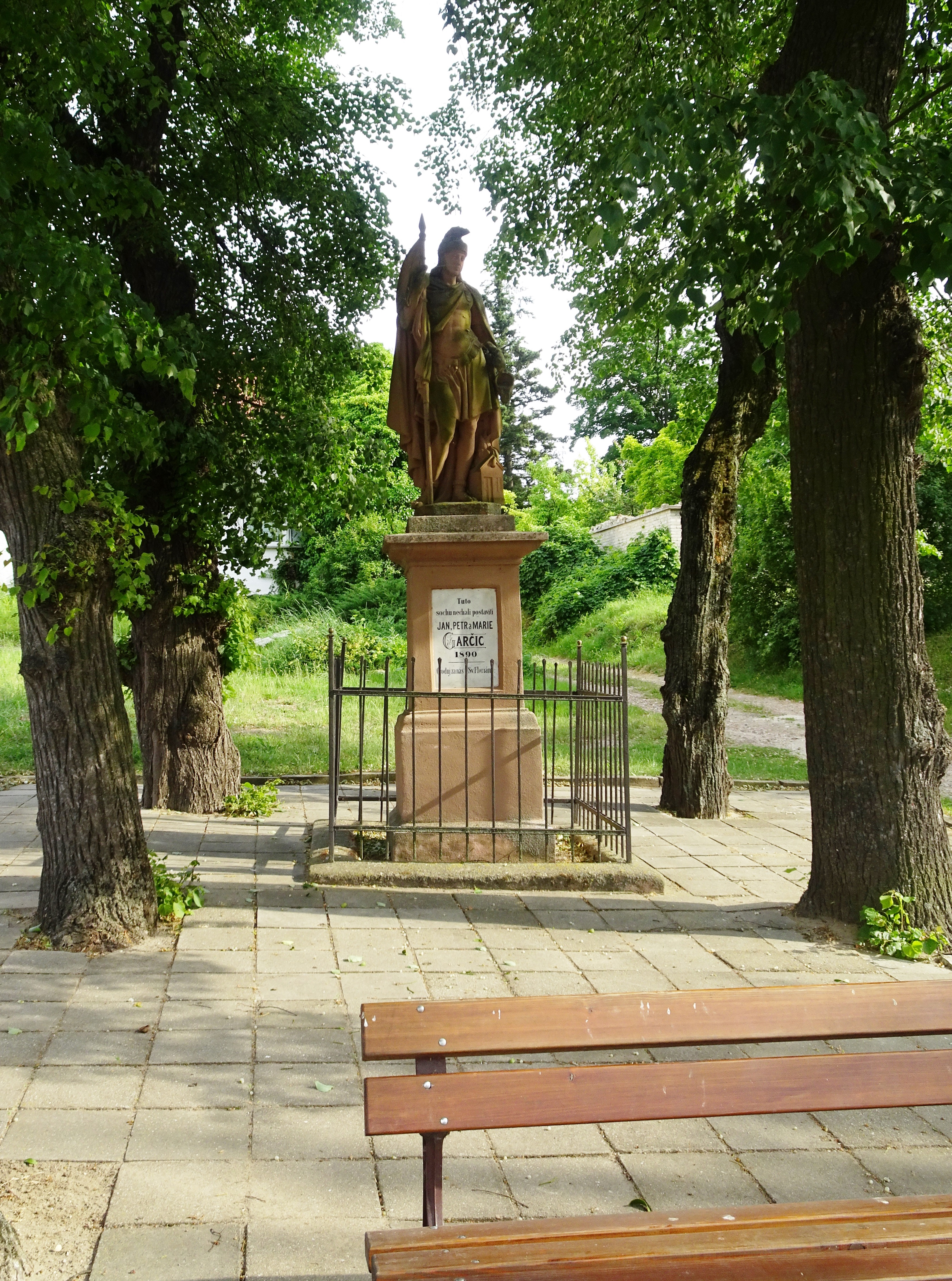
Socha sv. Floriána
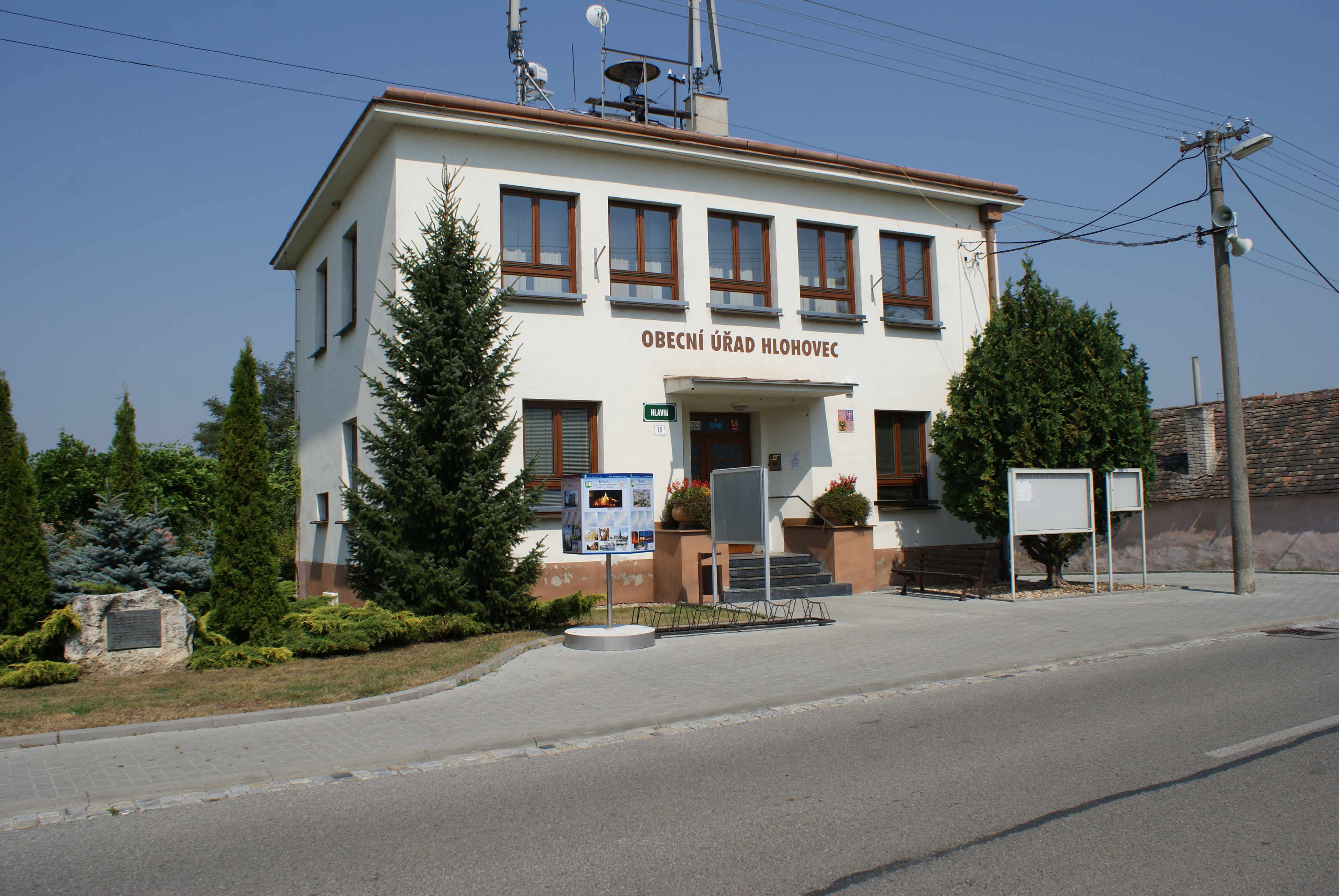
Obecní úřad